# 阿迪桑
阿迪桑（法語：Adissan，法語發音：[adisɑ̃]）是法国埃罗省的一个市镇，属于贝济耶区。

## 地理
阿迪桑（43°32'7"N, 3°25'42"E）面积4.46 平方千米，位于法国奧克西塔尼大區埃罗省，该省份为法国南部沿海省份，南濒地中海，西南接奥德省，西北接塔恩省和阿韦龙省，东北与加尔省接壤。
与阿迪桑接壤的市镇（或旧市镇、城区）包括：阿斯皮朗、丰泰斯、尼扎斯、波朗。

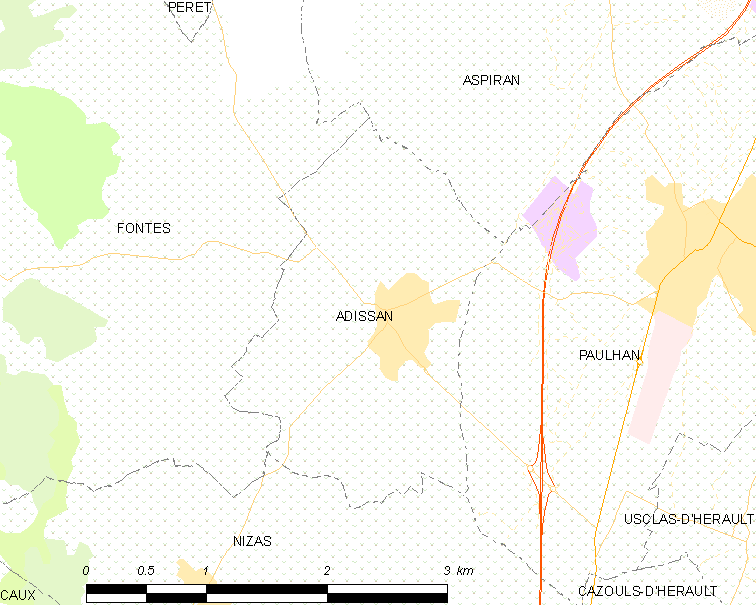
阿迪桑的OSM定位图

阿迪桑的时区为UTC+01:00、UTC+02:00（夏令时）。

## 行政
阿迪桑的邮政编码为34230，INSEE市镇编码为34002。

## 政治
阿迪桑所属的省级选区为梅兹县。

## 人口

1962-2008年间阿迪桑人口变化图示

阿迪桑于2022年1月1日时的人口数量为1347人。